# 이란 요리

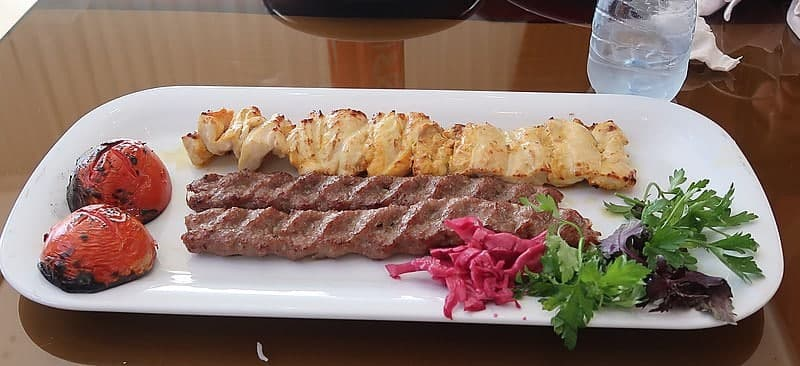
첼로 카밥

이란 요리(Iran 料理, 페르시아어: آشپزی ایرانی 아슈파지에 이라니)는 서남아시아에 있는 이란의 요리이다.
이란의 전형적인 주요 요리는 쌀과 고기 (양고기, 닭고기, 생선 등), 채소 (양파와 여러 가지 허브 등), 견과류이다. 자두, 석류, 마르멜루, 프룬, 살구 및 건포도와 같은 과일과 함께 신선한 녹색 허브가 자주 사용된다. 사프란, 건라임, 계피, 파슬리와 같은 독특한 이란 향료가 혼합되어 일부 특수 요리에 사용된다. 

## 주요 음식

### 쌀
이란의 쌀 품종에는 게르데, 돔시아, 참파, 두디 (훈제쌀), 렌잔, 타롬, 안바르부 등이 있다. 

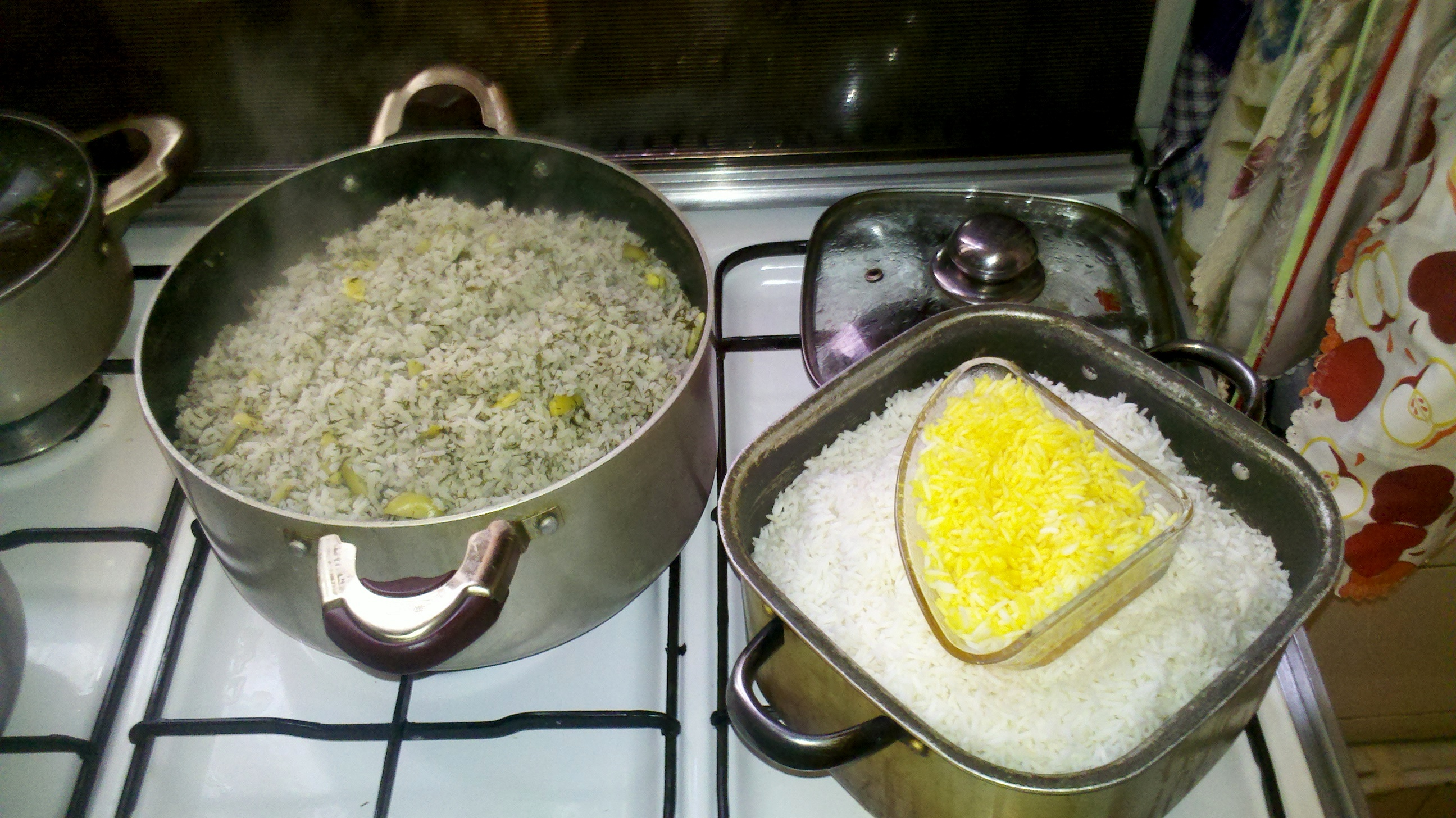
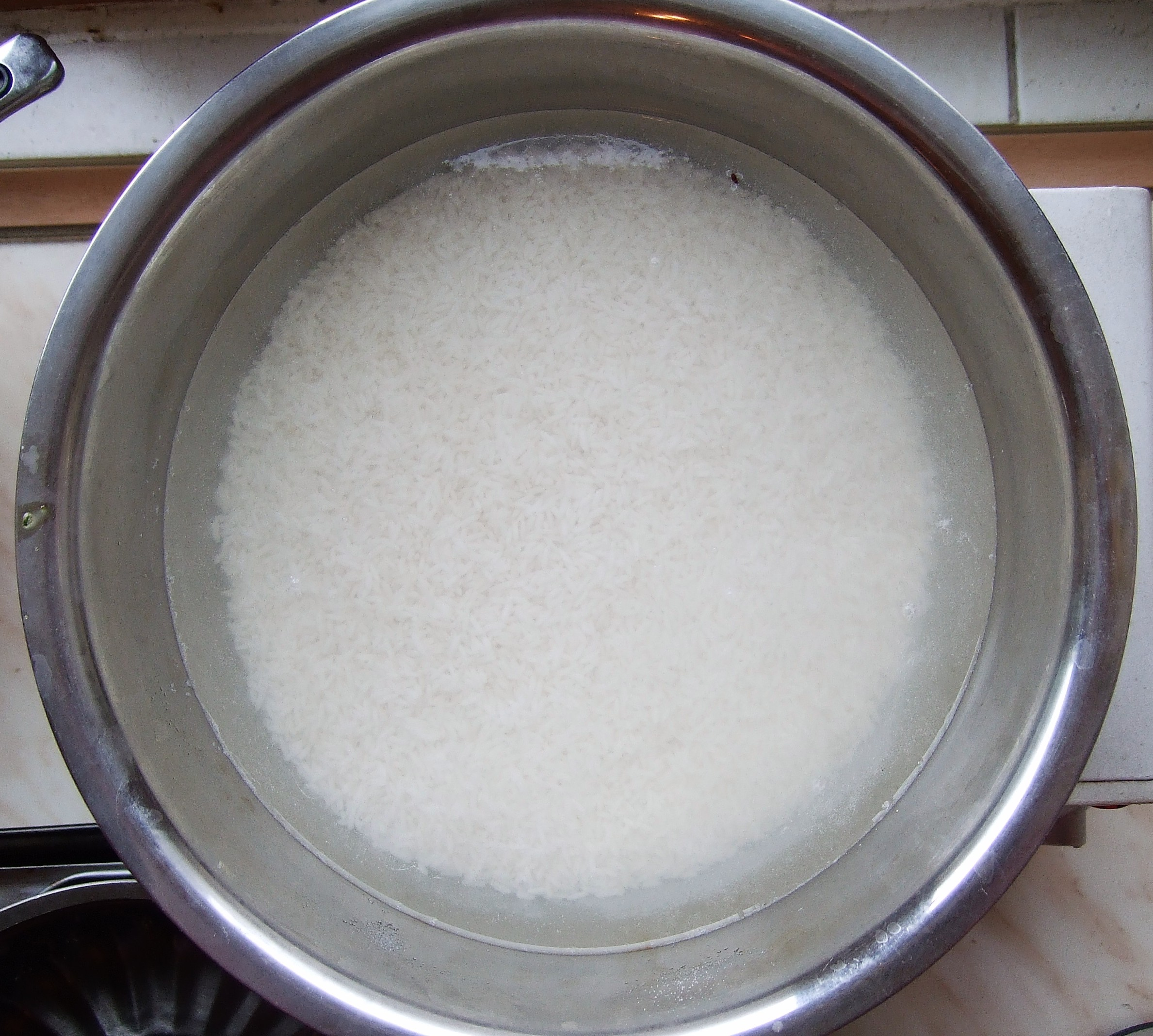
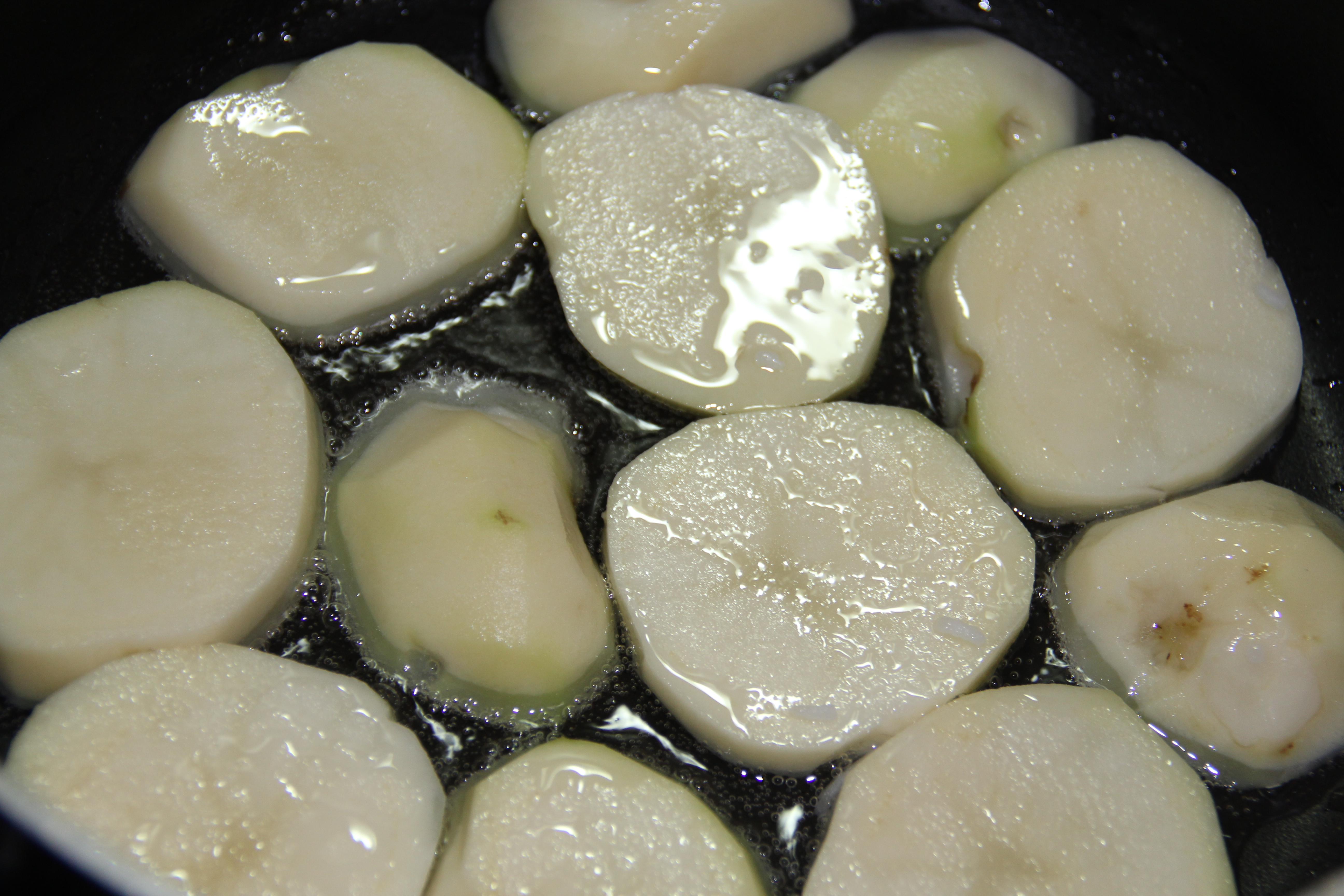
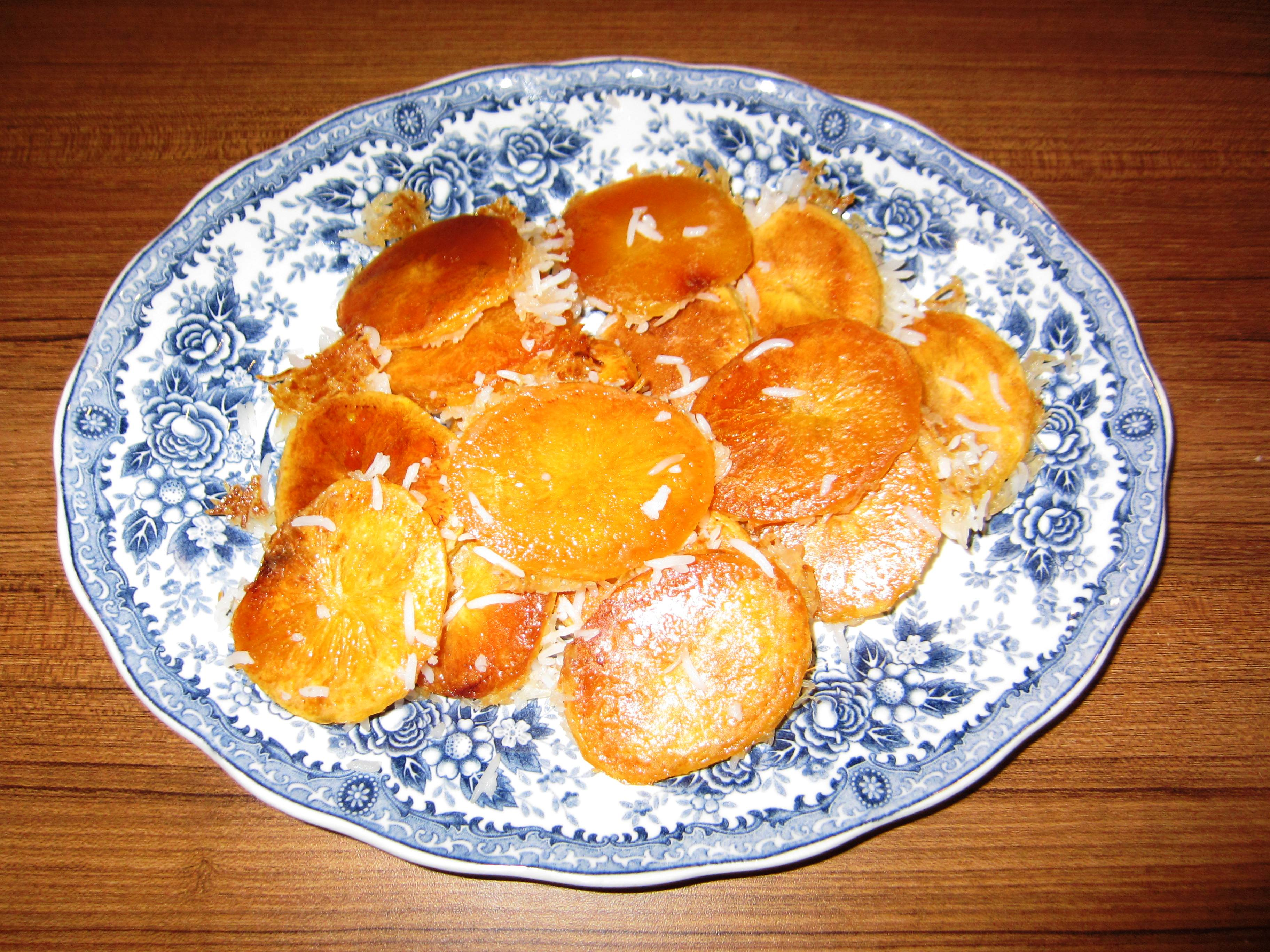
감자 누룽지
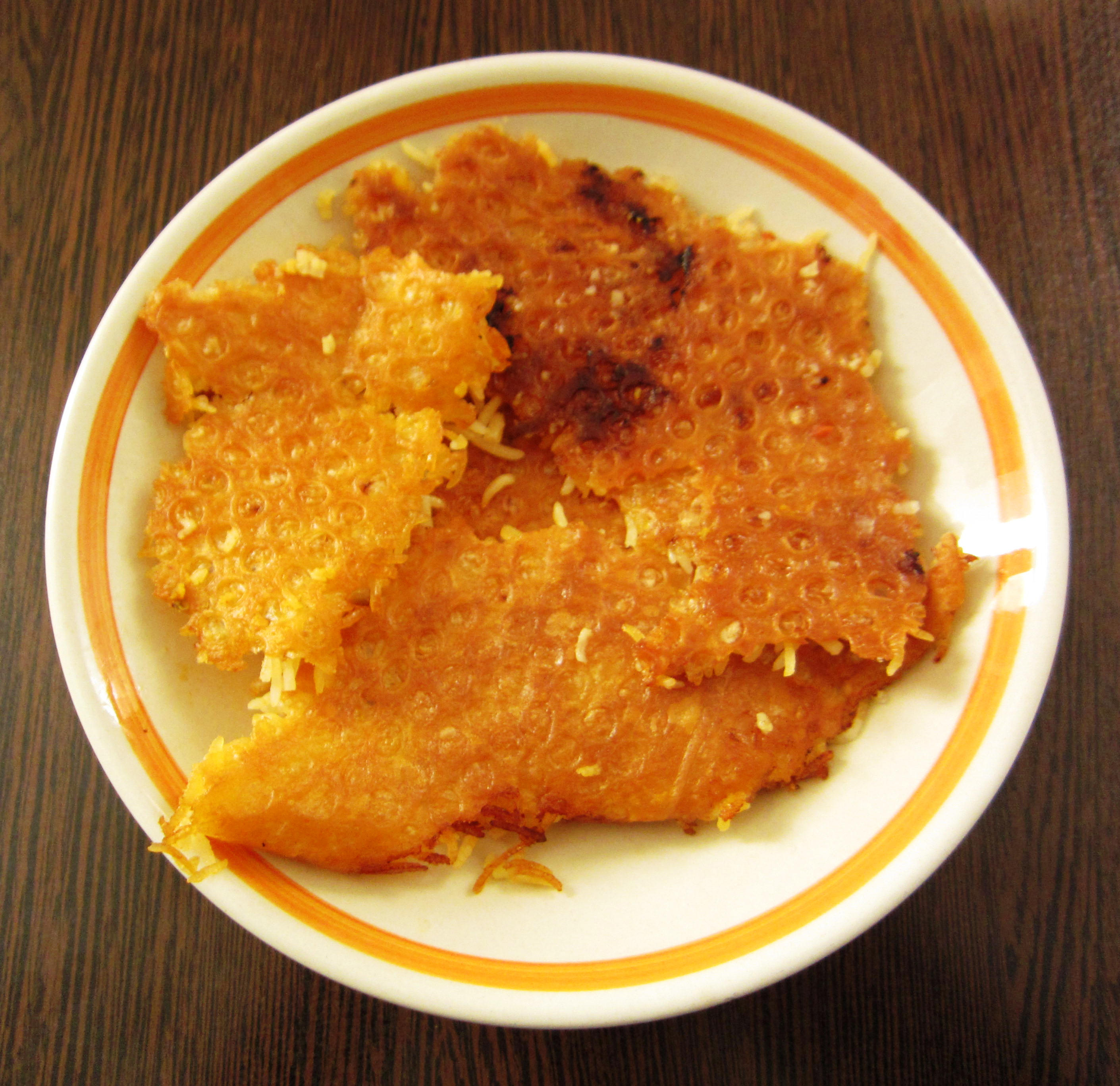

## 같이 보기
- 중동 요리